# Festuca pseudovaginata
Festuca pseudovaginata är en gräsart som beskrevs av Penksza. Festuca pseudovaginata ingår i släktet svinglar, och familjen gräs. Inga underarter finns listade i Catalogue of Life.